# Neckarprivileg

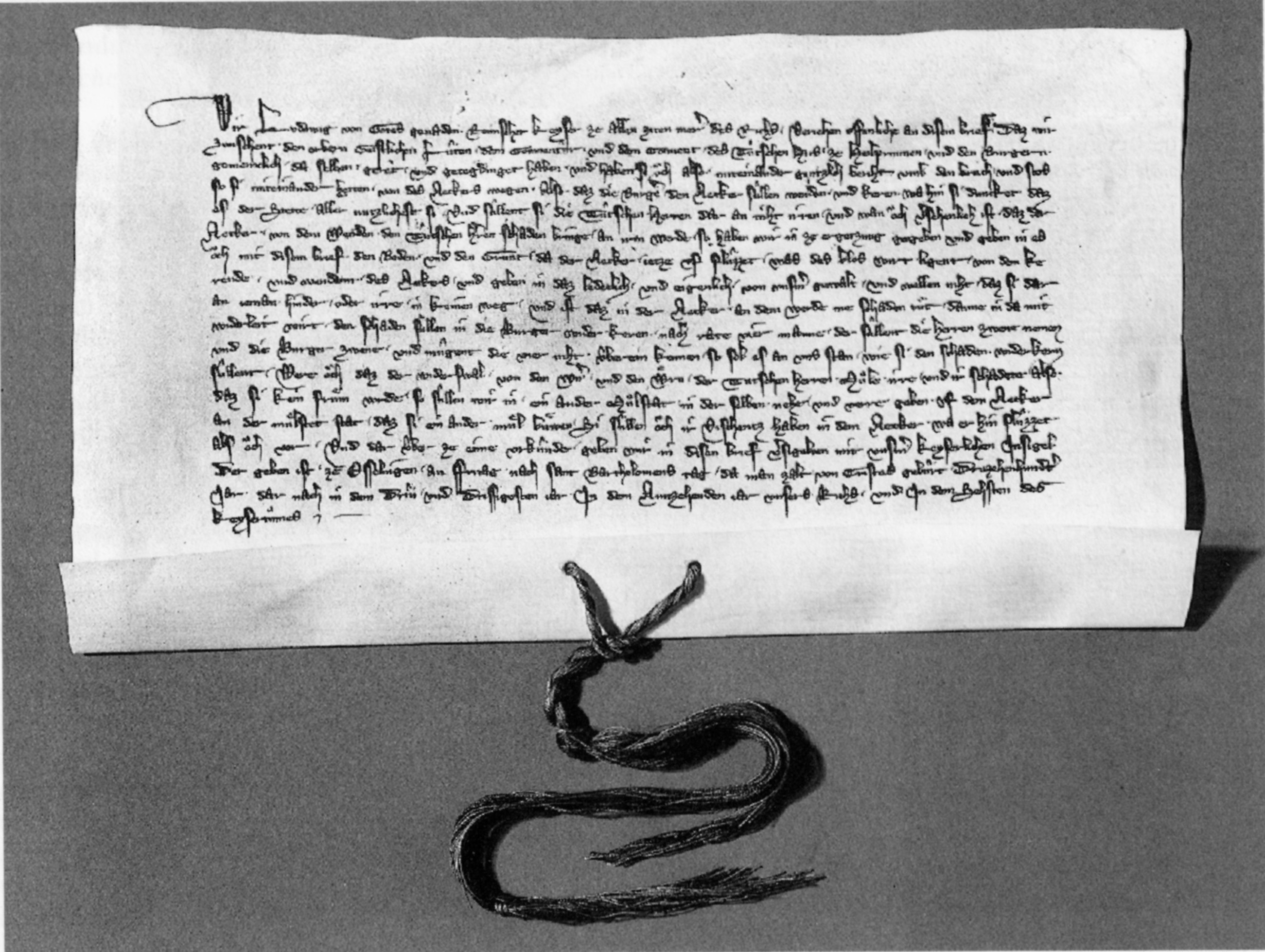
Die Urkunde über das Neckarprivileg

Das Neckarprivileg Ludwigs des Bayern, ausgestellt am 27. August 1333 in Esslingen, berechtigte die Stadt Heilbronn dazu, den Lauf des Neckars zu beeinflussen und nutzbar zu machen. Die daraufhin angelegten Stauwehre blieben in der Folge bis ins 19. Jahrhundert hinein ein unüberwindliches Hindernis für den Schiffsverkehr auf dem Fluss, dessen schiffbare Strecke also hier geteilt war, ein stetes Ärgernis für den Handel am Oberlauf.

## Inhalt der Urkunde
Kaiser Ludwig fällte am 27. August 1333 in Esslingen am Neckar im Streit um den Neckar zwischen Komtur und Konvent des Deutschen Hauses (Deutscher Orden) zu Heilbronn und der Gemeinschaft der Bürger ebenda folgenden Schiedsspruch:

„Die Bürger dürfen den Neckar nach Belieben umleiten. Die Deutschherren erhalten zum Ausgleich für den Schaden an ihrem Wehr am Neckar das freiwerdende Neckarbett und eventuell Schadensersatz von ihnen, dessen Höhe von vier Schiedsrichtern, von denen jede Partei zwei stellt, festgesetzt wird; kommt man zu keiner Einigung, so wird er (Ks.) entscheiden. Sollte der Widerschwall der Wehre der Mühle der Deutschherren schaden, so dürfen diese nach seiner Anweisung die Mühle an einem anderen Platz errichten. Ihr vischentz [Fischereirecht] im Neckar soll durch dessen Verlegung nicht beeinträchtigt werden.“

## Geschichte
Zu früherer Zeit veränderte der Neckar in seiner Talaue immer wieder seinen Lauf und bildete mehrere Flussarme. Um eine Nutzung des Wassers des Flusses zum Betrieb von Mühlen zu gewährleisten, griffen die Heilbronner seit dem Mittelalter immer wieder regulierend ein. So war unter anderem ein Wehr errichtet worden, um ausreichend Wasser in den Bereich der Stadt zu leiten. Dies führte dazu, dass der westliche Flussarm, der eigentliche Hauptarm des Neckars, der an Böckingen vorbeiführte, verlandete.
Bei einem Hochwasser im Jahr 1333 kam es zu einem Durchbruch, die Hauptwasserrinne verlief danach längs der westlichen Stadtgrenze und hatte die „Weidach“, eine mit Weiden bestandene Flussaue, die dem Deutschen Orden gehörte überflutet. Daraus entstanden Zwistigkeiten zwischen dem Orden und dem Magistrat der Stadt. Der herbeigerufene Ludwig der Bayer fällte daraufhin sein Urteil.
Am 16. Januar 1500 wurde dieses Privileg der Stadt Heilbronn „[…] den Neckar zu leiten und zu wenden, wie es ihr am fürderlichsten dünke“ durch Kaiser Maximilian I. nochmals bestätigt. Die Stadt hatte bereits in der Mitte des 14. Jahrhunderts den Neckar durch Mühlen und andere Wassergebäude gänzlich abgeriegelt, um sich dadurch einen Vorteil zu verschaffen, indem so ein künstlicher Umschlagplatz geschaffen wurde, der den ansässigen Spediteuren viele Aufträge verschaffte. Bis zum Ende des 15. Jahrhunderts war der Verkehr zwischen Kannstatt und Heilbronn noch teilweise möglich. Allein Flöße konnten im Mittelalter talwärts durch eine eigens geschaffene Floßgasse passieren, alle anderen Waren mussten in Heilbronn umgeschlagen werden, wodurch die Reichsstadt zu einem bedeutenden Handelsplatz wurde, besaß sie doch das Stapelrecht für die angelandeten Waren. Später bildete die Stadt den Endpunkt für den Wassertransport, so dass alle Güter von hier aus mit Wagen weiterbefördert werden mussten.
Herzog Christoph von Württemberg erbat von Kaiser Karl V. im 16. Jahrhundert die Erlaubnis „den Neckar durch Beseitigung der künstlichen Hindernisse in Heilbronn auch weiter hinanfwärts dem Wasserverkehr wieder zu erschließen“. Dieser Bitte wurde am 1. Dezember 1553 in einer kaiserlichen Urkunde stattgegeben. Die Ausführung scheiterte jedoch am Einspruch der Stadt, die den Kaiser bat diese Erlaubnis wieder aufzuheben, da das Speditionsmonopol Heilbronns gefährdet war. Dadurch sah sich Christoph wiederum genötigt dem Kaiser die Vorteile einer Öffnung detailliert darzulegen. Erst am 4. Januar 1557 konnte der Streit durch einen Vergleich beigelegt werden. Dieser verpflichtete die Heilbronner ihre Sperrwerke binnen Jahresfrist abzubauen.
Erst der Bau des Wilhelmskanals in der ersten Hälfte des 19. Jahrhunderts machte den Neckar hier wieder für Schiffe und Boote durchgängig.

## Auswirkung
Durch den Bau von Stauwehren vor der Stadt Heilbronn wurde der Fluss zum schützenden Wassergraben. Die angestaute Wasserkraft trieb alsbald viele städtische Mühlen an. Die Mühle des Deutschordens dagegen, die am ursprünglichen, später verlandeten Hauptarm lag, scheint aufgegeben worden zu sein, ohne dass die Stadt – wie im Schiedsspruch des Kaisers vorgesehen – eine Mühle für den Orden als Ersatz errichten musste. Durch das angestaute Wasser veränderte sich die Topographie der Innenstadt nachhaltig. So entstand der Kirchbrunnenbach, der vor 1333 der Zwinger gewesen war. Im Frühjahr und Herbst schwoll der Bach an und führte zu einer Überflutung. Im Sommer, nachdem der Bach zurückgegangen war, fand auf den nun trocken gewordenen Überflutungsflächen der Markt statt. So entstanden in diesen Bereichen die großen Markthäuser, wie Salz- und das Brothaus, und die großen Häuser (an der späteren Mosergasse). Auf einem Plan von 1554 im Staatsarchiv Stuttgart sind bereits neun Mühlen verzeichnet, durch den kontinuierlichen Ausbau von Neckarinseln und Kanälen wurden es fortlaufend mehr. Die Industrialisierung in Heilbronn ging später von den Heilbronner Papiermühlen aus.
Um den Verkehr der seit 1333 vom Neckar begrenzten Stadt Heilbronn über den Fluss hinweg zu erleichtern, errichtete man eine Brücke, die 1471 in Stein ausgeführt wurde. Sie ging in einem Eisgang im Jahre 1691 ab, man ersetzte sie provisorisch, erst durch zwei, später durch nur eine hölzerne Brücke. Erst 1867 erbaute man, einige Meter nördlich der alten Brücke, zum Anschluss des neuen Bahnhofsviertels westlich des Flusses an das Stadtzentrum östlich davon eine Stahlbogenbrücke, deren Nachfolgebauwerk heute Kaiser- und Bahnhofstraße verbindet.
Die hölzerne „äußere Brücke“ überquerte den alten Neckar-Hauptarm, „Altach“ genannt, der im Lauf der Zeit immer mehr verlandete, weshalb man diese unnütz gewordene Brücke auf der Wegtrasse nach Böckingen 1770 abtrug. Das letzte Relikt der Altach, den Böckinger See, schüttete man im Jahr 1948 vollends zu.

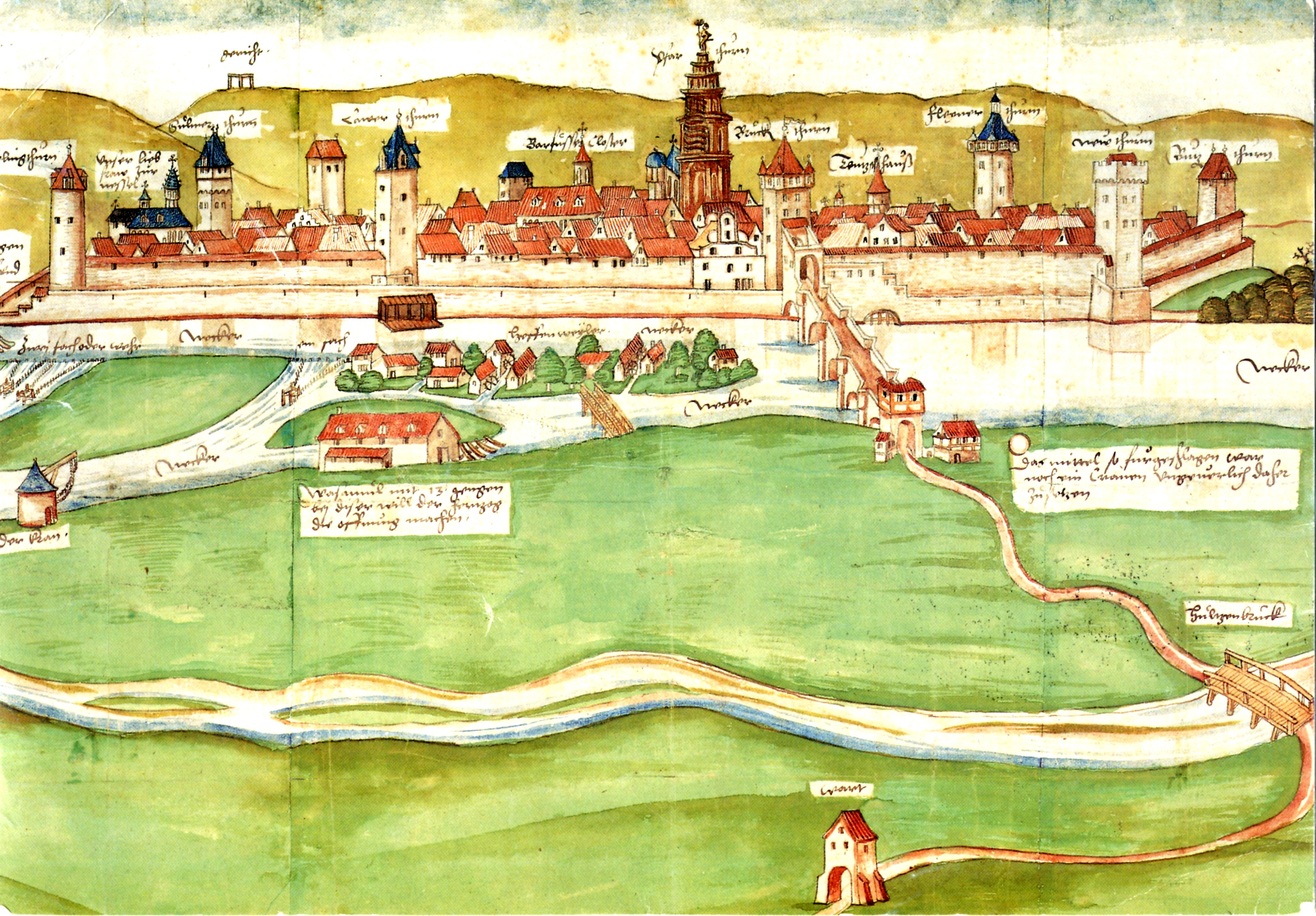
1557: Der Neckar wird von der steinernen Neckarbrücke überquert. Über den Altarm führt die hölzerne „äußere Brücke“.
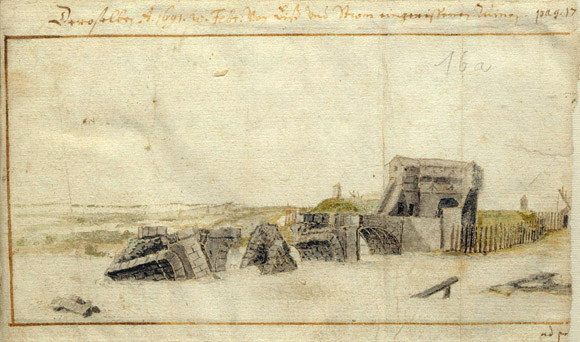
Die zerstörte Neckarbrücke 1691 (aus der Heilbronner Chronik von Johann Matthäus Faber)
Die neue Neckarbrücke (links) kurz nach ihrem Bau 1867. Rechts ist das Holzdach der alten Brücke zu erkennen.